# Paradidactylia continuus
Paradidactylia continuus är en skalbaggsart som beskrevs av Rudolph Petrovitz 1972. Paradidactylia continuus ingår i släktet Paradidactylia och familjen Aphodiidae. Inga underarter finns listade i Catalogue of Life.